# 威廉冰川
64°43′S 63°27′W / 64.717°S 63.450°W
威廉冰川（英語：William Glacier）是南極洲的冰川，位於帕默群島的昂韋爾島，最終在東南岸注入伯爾根灣，由比利時探險隊發現，現時由南極條約體系管理。